# Alf van der Poorten

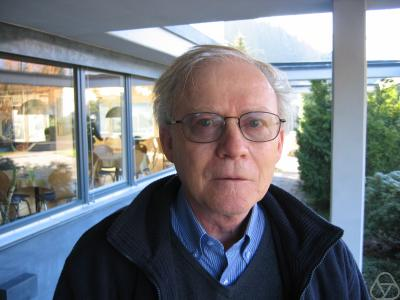
Alf van der Poorten in Oberwolfach, 2004

Alfred „Alf“ Jacobus van der Poorten (* 16. Mai 1942 in Amsterdam; † 9. Oktober 2010 in Australien) war ein australischer Mathematiker, der sich mit Zahlentheorie beschäftigte.
Van der Poorten verbrachte als Jude versteckt unter falschem Namen seine ersten Jahre unter der deutschen Besetzung in Amsterdam. Seine deportierten Eltern überlebten den Krieg und die Familie wanderte 1950 nach Sydney aus. Er studierte Mathematik (Bachelor 1965) und promovierte 1968 an der University of New South Wales bei George Szekeres und Kurt Mahler. 1970 machte er außerdem einen Bachelor-Abschluss und 1973 seinen Master-Abschluss in Philosophie. An der Universität war er auch früh politisch aktiv (als Studentensprecher und später Gewerkschaftsvertreter). 1969 wurde er an seiner Universität in Sydney Lecturer, 1972 Senior Lecturer und 1976 Associate Professor, nach einjährigem Aufenthalt an der Universität Leiden und der Cambridge University. 1979 ging er als Professor an der Macquarie University, wo er 1980 bis 1986  und 1991 bis 1996 Leiter der School of Mathematics and Physics war und  1986/87 und 1997 bis 2001 Senatsvorsitzender der Universität. Inzwischen ist er dort emeritiert. Er war unter anderem Gastprofessor an der Universität Delft, dem MSRI, der Universität Bordeaux, der Queens University in Kingston (Ontario).
Er hat über 180 Arbeiten insbesondere zur Zahlentheorie veröffentlicht. Zuletzt beschäftigte er sich vor allem mit diophantischer Approximation und Kettenbrüchen.
1996 bis 1998 war er Präsident der Australischen Mathematischen Gesellschaft, deren Szekeres-Medaille er 2002 erhielt und deren Ehrenmitglied er 2009 wurde. 1998 wurde er Ehrendoktor der Universität Bordeaux. Sowohl in Kanada als auch in den Niederlanden war er Mitglied eines offiziellen Bewertungs-Komitees für die Hochschulen. 2004 wurde er Mitglied des Order of Australia.
Er ist seit 1972 verheiratet und hat zwei Kinder.

## Schriften
- An introduction to continued fractions. In: John  H. Loxton, Alf J. Van der Poorten (Hrsg.): Diophantine Analysis. Proceedings of the Number Theory Section of the 1985 Australian Mathematical Society Convention (= London Mathematical Society. Lecture Note Series. 109). Cambridge University Press, Cambridge u. a. 1986, ISBN 0-521-33923-5, S. 99–138.
- als Herausgeber mit Wieb Bosma: Computational algebra and number theory (= Mathematics and its Applications. 325). Kluwer, Dordrecht u. a. 1995, ISBN 0-7923-3501-5.
- Notes on Fermat´s Last Theorem. Wiley, New York NY u. a. 1996, ISBN 0-471-06261-8 (erhielt 1996 den Scholarly Publishing Award der Association of American Publishers).
- mit Thomas Ward, Graham Everest, Igor Shparlinski: Recurrence sequences (= Mathematical Surveys and Monographs. 104). American Mathematical Society, Providence RI 2003, ISBN 0-8218-3387-1.